# 햐쿠사이지
햐쿠사이지(일본어: 百済寺→백제사)는 일본 시가현 히가시오미시에 있는 절이다.